# Sector eléctrico en Colombia
El sector eléctrico en Colombia está mayormente dominado por generación de energía hidráulica (68,3%), generación térmica (30,7%), cogeneración (0,9%), eólica (0,1%) y solar (0,1%). El país proyecta aumentar la generación a través de energías renovables no convencionales - ERNC (principalmente eólica, solar y biomasa). La construcción de una línea de transmisión con Panamá, que enlazará a Colombia con Centroamérica, ya está en marcha.
Una característica interesante del sector eléctrico de Colombia (así como de su sector de abastecimiento de agua) es la existencia de un sistema de subsidios cruzados desde usuarios que viven en áreas consideradas como relativamente afluentes, y de usuarios que consumen cantidades de electricidad superiores, a aquellos que viven en áreas consideradas pobres y quienes usan menos electricidad. [cita requerida]
El sector eléctrico ha sido desagrupado en generación, transmisión, Red de distribución y comercialización desde que se llevaron a cabo las reformas del sector eléctrico en 1994. Alrededor de la mitad de la capacidad de generación es privada. La participación privada en distribución eléctrica es mucho más baja.

## Suministro y Demanda de Electricidad

### Suministro

#### Capacidad instalada
El suministro eléctrico en Colombia depende del Sistema Interconectado Nacional (SIN) y varios sistemas locales aislados en las Zonas No Interconectadas (ZNI). El SIN comprende la tercera parte del territorio y brinda cobertura al 96 por ciento de la población. El sistema ZNI, que cubre las dos terceras partes restantes del territorio nacional, solamente provee servicio al 4 por ciento de la población.
Treinta y dos grandes plantas hidroeléctricas y treinta estaciones de energía térmica proveen electricidad al SIN. Por otra parte, el ZNI es servido principalmente por pequeños generadores diésel, muchos de los cuales no están en buenas condiciones de funcionamiento.
El porcentaje de participación térmica en la generación se ha incrementado desde mediados de la década de 1990. Esto sucedió en respuesta a la crisis de 1992/1993 ocasionada por las sequías asociadas a El Niño y la alta dependencia de la generación de energía de instalaciones hidroeléctricas que carecían de capacidad de almacenaje para múltiples años. Como resultado de las nuevas políticas adoptadas por el país, el predominio de energía hídrica en la cartera de generación se ha reducido del 80 por ciento a principios de la década de 1990 a menos de 65 por ciento actualmente. El programa de expansión prevé agregar 1,500 MW de nueva capacidad, equitativamente distribuida entre fuentes hídricas y térmicas, para el año 2011. Esto implica inversiones de US$258 millones por año.
| Capacidad efectiva neta del SIN (2018) | Capacidad efectiva neta del SIN (2018) | Capacidad efectiva neta del SIN (2018) | Capacidad efectiva neta del SIN (2018) | Capacidad efectiva neta del SIN (2018) |
| -------------------------------------- | -------------------------------------- | -------------------------------------- | -------------------------------------- | -------------------------------------- |
| Recurso                                | Recurso                                | Capacidad (MW)                         | Participación (%)                      | Variación (%) 2018-2017                |
| Hidráulicos                            | Hidráulicos                            | 10 974                                 | 63,39%                                 | 0,28 %                                 |
| Térmicos                               | Térmicos                               | 5 087                                  | 29,38%                                 | 7,57%                                  |
|                                        | Gas                                    | 2 129                                  | 12,30%                                 | 0,00%                                  |
|                                        | Carbón                                 | 1 612                                  | 9,31%                                  | 21,29%                                 |
|                                        | Combustóleo                            | 272                                    | 1,57%                                  | 45,45%                                 |
|                                        | ACPM                                   | 766                                    | 4,42%                                  | -1,03%                                 |
|                                        | Jet1                                   | 44                                     | 0,25%                                  | -4,35%                                 |
|                                        | Gas-Jet A1                             | 264                                    | 1,52%                                  | 0%                                     |
| Menores                                | Menores                                | 1049,388                               | 6,06%                                  | 10,65%                                 |
|                                        | Hidráulicos                            | 859,068                                | 4,96%                                  | 10,26%                                 |
|                                        | Térmicos                               | 171,9                                  | 0,99%                                  | 21,91%                                 |
|                                        | Eólica                                 | 18,42                                  | 0,11%                                  | 0%                                     |
|                                        | Solar                                  |                                        | 0,00%                                  | -100%                                  |
| Cogeneradores                          | Cogeneradores                          | 149                                    | 0,86%                                  | 21,63%                                 |
| Autogeneradores                        | Autogeneradores                        | 53,14                                  | 0,31%                                  | 47,61%                                 |
| Total SIN                              | Total SIN                              | 17 312                                 | 100%                                   | 3,18%                                  |

#### Producción
La generación total de energía eléctrica total en 2015 al 2019 fue de 66 548,5 GWh. La generación hidráulica representó en 2015 un 63,8%, las plantas térmicas un 31% y las plantas menores (que incluyen la planta eólica Jepírachi) y cogeneración aportaron un 5,2%.
En el año 2015 se presentó un incremento de la generación térmica con un crecimiento del 12.1% frente a 2014, mientras que la generación hidráulica para 2015 solo aumentó en un 0.7% frente a 2014. El crecimiento en la generación térmica fue consecuencia del déficit en aportes hídricos evidenciado desde septiembre de 2015 ocasionado por el fenómeno de El Niño que se desarrolló durante el segundo semestre de 2015.

### Demanda
En términos de energía, en el año 2015 el consumo de energía eléctrica llegó a 66 174 GWh, lo que representa un crecimiento del 4,2% frente al año anterior. Esto representaría un consumo per cápita en 2015 de 1412,2 kWh. Desde 2010 a 2015 la demanda de energía ha crecido en promedio un 3,25% anualmente.
En términos de potencia, en 2015 la demanda máxima se presentó el día miércoles 2 de diciembre entre las 6 p. m. y 7 p. m., con un valor máximo de potencia de 10 095 MW y un crecimiento del 7.3% con respecto a 2014. Por su parte, la demanda mínima en 2015 se presentó el 1 de enero entre las 6 a. m. y 7 a. m. con una demanda de potencia de 4508 MW, presentando igual un crecimiento del 5.7% con relación al 2014.
El consumo de energía eléctrica por tipo de consumidor y sector económico se presenta en la siguiente tabla:
| Demanda de energía por tipos de mercados y actividades económicas en 2015 | Demanda de energía por tipos de mercados y actividades económicas en 2015   | Demanda de energía por tipos de mercados y actividades económicas en 2015 | Demanda de energía por tipos de mercados y actividades económicas en 2015 | Demanda de energía por tipos de mercados y actividades económicas en 2015 |
|                                                                           |                                                                             | Demanda [GWh]                                                             | Participación                                                             | Crecimiento                                                               |
| ------------------------------------------------------------------------- | --------------------------------------------------------------------------- | ------------------------------------------------------------------------- | ------------------------------------------------------------------------- | ------------------------------------------------------------------------- |
| Usuario regulado (Residencial)                                            | Usuario regulado (Residencial)                                              | 44 630                                                                    | 69%                                                                       | 5,5%                                                                      |
| Usuario No Regulado                                                       | Usuario No Regulado                                                         | 21 187                                                                    | 31%                                                                       | 1,7%                                                                      |
|                                                                           | Industrias manufactureras                                                   | 9 491                                                                     | 43,6%                                                                     | 0,2%                                                                      |
|                                                                           | Explotación de minas y canteras                                             | 4 637                                                                     | 22,6%                                                                     | 5,8%                                                                      |
|                                                                           | Servicios sociales, comunales y personales                                  | 1 809                                                                     | 8,2%                                                                      | -1,9%                                                                     |
|                                                                           | Comercio, reparación, restaurantes y hoteles                                | 1 431                                                                     | 7,0%                                                                      | -2,2%                                                                     |
|                                                                           | Electricidad, gas de ciudad y agua                                          | 475                                                                       | 2,4%                                                                      | 22,7%                                                                     |
|                                                                           | Transporte, almacenamiento y comunicación                                   | 355                                                                       | 1,8%                                                                      | 18,3%                                                                     |
|                                                                           | Agropecuario, silvicultura, caza y pesca                                    | 591                                                                       | 2,8%                                                                      | 8,4%                                                                      |
|                                                                           | Establecimientos financieros, seguros, inmuebles y servicios a las empresas | 1 125                                                                     | 5,4%                                                                      | 0,7%                                                                      |
|                                                                           | Construcción                                                                | 1 274                                                                     | 6,1%                                                                      | -3,9%                                                                     |

### Importaciones y exportaciones
Entre 2015 y 2017 el país pasó de exportar 460 GWh de energía, a solo 0,44; las importaciones pasaron de 45 a 71 GWh. Este balance se vio afectado por condiciones climáticas adversas, que incidieron en el bajo nivel de los embalses generadores de energía en el país durante 2016. 
El Proyecto Mesoamérica, antiguo Plan Puebla Panamá incluye un proyecto de interconexión eléctrica entre Colombia y Panamá que permitirá integrar a Colombia con Centroamérica. Este proyecto, llevado a cabo por Interconexiones Eléctricas S.A. - ISA en Colombia y Empresa de Transmisión Eléctrica S.A. - ETESA en Panamá, comprende la construcción de una línea de transmisión de 300 MW de capacidad (3% de la capacidad instalada) desde Colombia a Panamá y 200 MW de capacidad de modo revertida. El proyecto ha tenido desde 2011 todo tipo de inconvenientes, incluidos ambientales, políticos y sociales. Sin embargo, después de dos trazados y cuatro años de planificación, estaría funcionando para 2019.
Además de eso, el Gobierno colombiano suscribió un acuerdo con los gobiernos nacional de República Dominicana y estatal de Puerto Rico para el suministro de energía eléctrica, por medio de una red submarina que conectaría el norte de Colombia con República Dominicana, la cual tendría un costo aproximado a los 4.000 o 5.000 millones de dólares y actualmente se encuentra en estudio de prefactibilidad económica.

## Acceso a electricidad
En 2015, el sistema de interconexión eléctrica proveyó el servicio al 96,96% de la población, un porcentaje casi idéntico al promedio de 97% para Latinoamérica y el Caribe. En Colombia, la cobertura eléctrica es del 99,72% en áreas urbanas y 87,83% por ciento en áreas rurales. 425.212 viviendas todavía no tienen acceso a electricidad.
Como en otros países, las zonas que se encuentran fuera del sistema interconectado plantean condiciones de electrificación especialmente difíciles, así como importantes insuficiencias en la dotación del servicio. Este sistema, cuya capacidad instalada se basa casi exclusivamente en diésel, padece importantes deseconomías de escala ya que el 80 por ciento de la capacidad se encuentra en plantas en el umbral inferior a 100 kW.

## Calidad del Servicio

### Frecuencia y duración de las interrupciones
La calidad del servicio en Colombia, medida por interrupciones del servicio, es mucho menor al promedio para Latinoamérica y el Caribe. En 2005, el número de interrupciones promedio por abonado fue de 185.7, muy por encima del promedio regional de 13 interrupciones. La duración de las interrupciones por abonado fue de 66 horas, también muy por encima del promedio regional de 14 horas.

### Pérdidas en distribución y transmisión
Las pérdidas y fugas en transmisión todavía son preocupantes aunque el monto total haya disminuido en los últimos años. Las pérdidas en distribución en 2005 fueron del 16 por ciento, comparado con un promedio de 13.6% en América Latina Como ejemplo, ese mismo año, las pérdidas para una sola empresa de servicio público (Empresas Públicas de Medellín) fueron de más del 2 por ciento de la generación de energía total.

## Responsabilidades en el Sector Eléctrico

### Política y Regulación
Colombia cuenta con un mercado energético liberalizado desde 1995. El sector se caracteriza por un marco que desagrupa generación, transmisión, distribución y comercialización.
La estructura del mercado energético colombiano se basa en las Leyes 142 (Ley de Servicios Públicos) y 143 (Ley de Electricidad) de 1994. El Ministerio de Minas y Energía es la principal institución del sector energético de Colombia. Dentro del Ministerio, UPME (Unidad de Planificación de Minería y Energía) es responsable del estudio de los futuros requerimientos de energía y escenarios de suministro, así como de la elaboración del Plan Nacional de Energía y Plan de Expansión.

CREG (Comisión de Regulación de Energía y Gas) está a cargo de regular el mercado para un suministro eficiente de energía. CREG define estructuras de tarifas para consumidores y garantiza libre acceso a la red, cobros de transmisión, y normas para el mercado mayorista, garantizando la calidad y confiabilidad del servicio y eficiencia económica. Entre otros, CREG es responsable de elaborar regulaciones que garanticen los derechos de los consumidores, la inclusión de principios de sostenibilidad ambiental y social, la mejora de la cobertura, y la sostenibilidad financiera de las entidades participantes.
La dotación de servicios públicos (agua, electricidad, y telecomunicaciones) a usuarios finales es supervisada por la Superintendencia de Servicios Públicos Residenciales que es independiente y es conocida como SSPD.

### Generación
Colombia tiene registrados 66 productores de electricidad. 
Las compañías privadas son propietarias del 60 por ciento de la capacidad de generación instalada y totalizan del 43 por ciento (medido en número de consumidores) al 49 por ciento (medido en ventas de kWh) de la energía suministrada a la red interconectada.
Solamente tres compañías juntas – las compañías públicas Empresas Públicas de Medellín e ISAGEN, así como la privada ENEL con su marca EMGESA controlan el 52 por ciento de la capacidad de generación total.

### Transmisión
La transmisión en el Sistema Nacional Interconectado es servida por siete compañías públicas distintas, cuatro de las cuales trabajan exclusivamente en transmisión (ISA, EEB, TRANSELCA y DISTASA). Las tres restantes (EEPPM, ESSA y EPSA) son compañías integradas que llevan a cabo todas las demás actividades de la cadena eléctrica (es decir, generación, transmisión y distribución). La compañía más grande es Interconexión Eléctrica  (ISA).

### Distribución y Comercialización
Actualmente, existen 28 compañías puramente comercializadoras; 22 de distribución y comercialización; 8 que integran generación, distribución y comercialización; y 3 completamente integradas.
| Empresa                                    | Área de influencia                         |
| ------------------------------------------ | ------------------------------------------ |
| Air-e                                      | Atlántico, La Guajira y Magdalena          |
| Afinia                                     | Bolívar, Cesar, Córdoba, Sucre y Magdalena |
| Centrales Eléctricas de Norte de Santander | Norte de Santander                         |
| Electrificadora de Santander               | Santander                                  |
| Empresas Públicas de Medellín              | Antioquia                                  |
| Central Hidroeléctrica de Caldas           | Caldas y Risaralda                         |
| Empresa de Energía de Pereira              | Pereira                                    |
| Empresa de Energía del Quindío             | Quindío                                    |
| Empresa de Energía de Boyacá               | Boyacá                                     |
| Enel (Colombia)                            | Cundinamarca y Bogotá                      |
| Electrificadora del Meta                   | Meta                                       |
| Enerca                                     | Casanare                                   |
| Delpac                                     | Chocó                                      |
| Celsia                                     | Tolima y Valle del Cauca                   |
| Electrohuila                               | Huila                                      |
| Electrocaqueta                             | Caqueta                                    |
| Empresas Municipales de Cali               | Cali                                       |
| Compañía Energética de Occidente           | Cauca                                      |
| Centrales Eléctricas de Nariño             | Nariño                                     |
| Sopesa                                     | San Andrés y Providencia                   |

## Recursos de Energía Renovable
En 2020, Colombia fue el vigésimo mayor productor de energía hidroeléctrica del mundo, con 12,6 GW de potencia instalada; el 45.º mayor productor de energía eólica del mundo, con 0,5 GW de potencia instalada; el 76.º mayor productor de energía solar del mundo, con 0,1 GW de potencia instalada; y el 38.º mayor productor de energía a través de biomasa, con 0,3 GW de potencia instalada. El país tiene importantes recursos de pequeña hidráulica, eólica, y solar que permanecen en gran parte sin explotar. De acuerdo con un estudio del Programa de Asistencia en Gestión del Sector Energético del Banco Mundial (ESMAP), la explotación del gran potencial eólico del país podría cubrir más de la totalidad de sus necesidades actuales de energía.
Es importante anotar que:
-Según datos oficiales de la Unidad de Planeación Minero Energética UPME, en su boletín electrónico de junio de 2011, el 63% pertenece a generación hidroeléctrica.(http://www.siel.gov.co/Portals/0/boletin-junio_2011.pdf )
-Ahí mismo, un 4% es producido por cogeneradores, que en Colombia provienen en gran medida del sector azucarero (Ingenios) cuya generación energética proviene de bagazo y son grandes contribuyentes del Etanol que se mezcla con la gasolina.

## Historia del sector eléctrico

### Historia temprana
El primer hito histórico en el establecimiento del suministro eléctrico data de 1928, cuando la Ley 113 declaró la explotación de energía hidroeléctrica de interés público. El sistema funcionó de manera descentralizada, en la cual las compañías estatales verticalmente integradas mantenían un monopolio en sus regiones correspondientes. Sólo una compañía pública, ISA (Interconexión Eléctrica S.A.), intercambió electricidad entre los diferentes sistemas regionales.

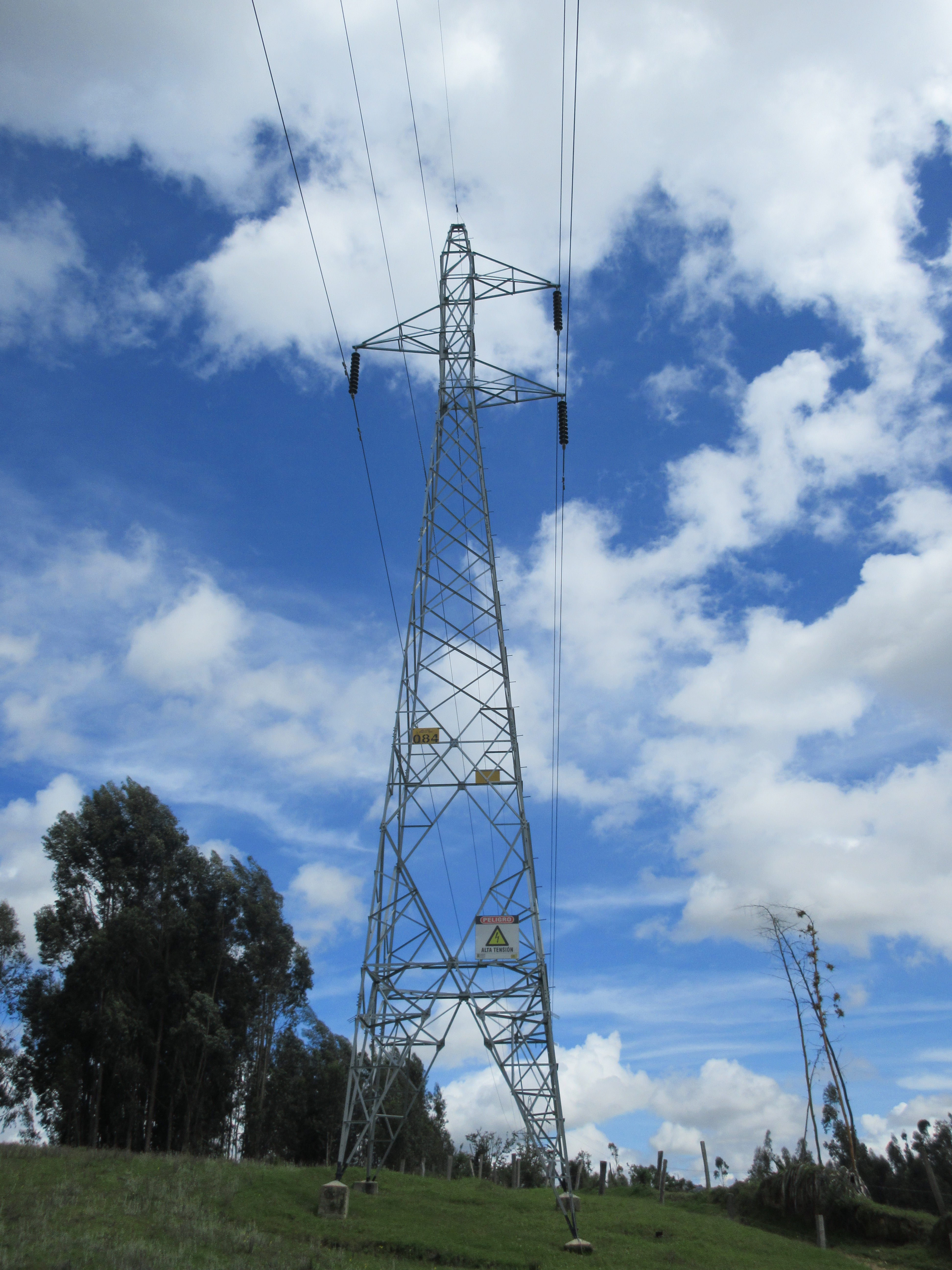
Torre de transición eléctrica 115 kV Paipa - Tunja

Durante la década de 1980, el Sector Eléctrico Colombiano sufrió una crisis, en la misma línea que el resto de países latinoamericanos. La crisis fue resultado de las tarifas subsidiadas, la influencia política en las compañías estatales, y las demoras y sobrecostos de grandes proyectos de generación.

### Las reformas de 1994: Desagrupación, participación y regulación del sector privado
A comienzos de la década de 1990, el gobierno avanzó en la modernización del sector eléctrico, abriéndolo a la participación privada. La reestructuración se llevó a cabo mediante las Leyes 142 (Ley de Servicios Públicos) y 143 (Ley de Electricidad) de 1994, que definieron el marco regulativo para desarrollar un mercado competitivo. El nuevo esquema, diseñado por CREG (la Comisión Reguladora de Gas y Energía), fue implementado a partir de julio de 1995.

### Ley de 2001 para promover la eficiencia energética y las energías alternas
Colombia cuenta con una ambiciosa agenda de reforma del sector energético. El país pretende fomentar la inversión extranjera, con énfasis en hidrocarburos y expansión de la capacidad energética; simplificar modalidades para proyectos de energía en pequeña escala; y renovar el interés en tecnologías de energía renovables no tradicionales con un marco regulatorio que facilite un cambio gradual en la matriz energética.
En 2001, se promulgó la Ley 697 que promueve el uso eficiente y racional de energía y las energías alternas. Esta Ley fue regulada mediante el Decreto 3683, emitido en 2003. La Ley y el Decreto contemplan aspectos importantes tales como el estímulo a la educación e investigación en fuentes de energía renovable (FER). No obstante, el programa creado por esta Ley carece de aspectos fundamentales para impulsar el desarrollo de FERs de manera significativa, como por ejemplo un sistema de apoyo regulativo para fomentar la inversión, la definición de políticas para promover energía renovable, o el establecimiento de metas cuantitativas para sobre el porcentaje de energía renovable.
Limitaciones como las descritas anteriormente representan un significativo vacío legal para energía renovable en Colombia 
Si bien ha habido algunas iniciativas en materia del uso eficiente y racional de energía (diseño del programa colombiano de normalización, acreditación, certificación y etiquetado del uso final de equipos de energía, y promoción de mezcla de carburantes para uso de vehículos y uso masivo de gas natural), no existen iniciativas recientes relativas a tecnologías de nuevas tecnologías de energía renovable.

## Tarifas y Subsidios

### Tarifas
El mercado eléctrico en Colombia tiene segmentos regulados y no regulados. El mercado regulado, que es directamente contratado y servido por compañías de distribución, abarca usuarios industriales, comerciales y residenciales con demandas de energía inferiores a 0.1 MW. En este mercado, la estructura de tarifas es establecida por la agencia reguladora CREG. En el mercado no regulado, los consumidores con demandas de energía superiores a 0.1 MW pueden negociar y contratar libremente su suministro en el mercado mayorista (es decir, mercados spot' y de contratos) directamente o por medio de entidades comerciales, distribuidores, o productores.
En 2005, la tarifa residencial promedio fue de US$0.0979 por kWh, ligeramente inferior a la media ponderada de América Latina de US$0.115. La tarifa industrial promedio fue de US$0.0975 por kWh, ligeramente inferior a la media ponderada de América Latina de US$0.107.

### Subsidios y Subsidios Cruzados
Por ley, todas las áreas urbanas en Colombia están clasificadas de uno a seis en la escala socioeconómica, clasificación que se utiliza para determinar el nivel de tarifas para electricidad, agua y otros servicios. De acuerdo con este sistema, los consumidores que viven en áreas consideradas pobres – y los consumidores que utilizan bajas cantidades de electricidad – reciben servicio eléctrico y de gas natural a tarifas subsidiadas. Estos subsidios cruzados son financiados casi por completo (aproximadamente 98 por ciento) por los consumidores que viven en áreas consideradas como relativamente afluentes y quienes usan más electricidad. Los subsidios cruzados cubren alrededor del 25 por ciento de la factura eléctrica y de gas de consumidores de bajos ingresos. Un fondo especial que cubre la cantidad restante no cubierta por los consumidores proveyó US$21.8 millones en 2005. En promedio, 7.5 millones de personas por mes se benefician de este fondo. Adicionalmente, el fondo proveyó subsidios de Col$ (pesos) 17,159 millones (US$7.4 millones) a 1,808,061 usuarios de gas natural.
Los subsidios son asimismo otorgados para proveer diésel para la producción de energía en zonas no conectadas a la red. En tanto que el diésel en el interior del país puede costar alrededor de US$0.8/gal, en áreas remotas puede alcanzar valores de US$4.5/gal debido a los altos costos de transporte.
Este sistema de estratificación de subsidio en Colombia ha demostrado ser relativamente inefectivo en la canalización de subsidios a los pobres. Aunque el esquema es amplio en su cobertura y no excluye a más del 2 por ciento de los pobres en servicios con amplia cobertura como electricidad, agua y saneamiento, el subsidio no está adecuadamente restringido. Cerca del 50-60 por ciento de los beneficiarios de subsidios son de la mitad alta de la distribución de ingresos, y es más, solamente 30-35 por ciento de los recursos de subsidios son capturados por los pobres. No obstante, el desempeño de este esquema de subsidios varía dependiendo del servicio considerado, siendo el agua y la telefonía los sectores con el peor y mejor desempeño respectivamente.

## Inversión y financiación

### Inversión
Un informe del Banco Mundial de 2004 estima que las necesidades de inversión en el sector energético en Colombia hasta 2010 son las siguientes:
|                | 2005 | 2006 | 2007 | 2008 | 2009 | 2010 | Total | Promedio anual |
| -------------- | ---- | ---- | ---- | ---- | ---- | ---- | ----- | -------------- |
| Mantenimiento  | 310  | 310  | 310  | 310  | 310  | 310  | 1,860 | 310            |
| Rehabilitación | 43   | 43   | 43   | 43   | 43   | 43   | 258   | 43             |
| ACEs(1)        | 113  | 113  | 113  | 113  | 113  | 113  | 678   | 113            |
| Generación     | 82   | 331  | 388  | 306  | 248  | 190  | 1,545 | 258            |
| Transmisión    | 86   | 85   | 85   | 0    | 0    | 0    | 256   | 43             |
| TOTAL          | 634  | 882  | 939  | 772  | 714  | 656  | 4,597 | 767            |

Fuente: Banco Mundial 2004
(1) Acuerdo de Compra de Energía
En resumen, las necesidades de inversión en el sector de generación, transmisión y distribución de electricidad suman US$767 millones por año. Alrededor del 60 por ciento se redestinaría a mantenimiento y pago de garantías de los Acuerdos de Compra de Energía (ACE), y el restante 40 por ciento a nuevas inversiones en generación y transmisión. Estas necesidades de inversión solamente tienen en cuenta el SIN y no tienen en cuenta las necesidades asociadas con las ZNI.

### Financiación de electrificación rural
En Colombia, tres fondos y programas diferentes apoyan la electrificación rural. Cada uno de ellos fue establecido en un momento diferente con diferentes propósitos y todos son administrados por el Ministerio de Minas y Energía. A finales de 2006, el Ministerio de Minas y Energía había aprobado un total de US$23.3 millones destinados a los fondos y programas de electrificación rural, orientados a beneficiar a 14,965 familias.
El FAZNI (Fondo de Electrificación de Zonas No Interconectadas) fue establecido en 2000 para ayudarle a las regiones aisladas fuera del sistema interconectado. Este fondo contempla tanto la expansión de las redes existentes como el establecimiento de soluciones individuales.
En 2003, un fondo especial conocido como FAER (Fondo de Electrificación Rural), de características similares a FAZNI, fue establecido para subsidiar inversiones en áreas rurales del sistema interconectado. El fondo fue diseñado para cobrar un recargo de US$0.40 por MWh de electricidad vendida al mercado mayorista, lo que produciría aproximadamente US$18 millones por año. Los proyectos son presentados a FAER por las autoridades gubernamentales locales. Para ser elegibles, los proyectos deben formar parte de un plan de desarrollo local y del plan de inversión de la correspondiente empresa de distribución. Asimismo, deben pasar por un sistema nacional de escrutinio y evaluación de proyectos.
Los proyectos de electrificación también reciben apoyo de PRONE, el Programa de Normalización de Redes, el cual recibe sus recursos del Plan Nacional de Desarrollo. 
El Instituto de Investigación y Aplicación de Soluciones Energéticas (Instituto de Planificación y Promoción de Soluciones Energéticas - IPSE] (enlace roto disponible en Internet Archive; véase el historial, la primera versión y la última).) apoya al Ministerio de Minas y Energía en sus esfuerzos por promover la electrificación rural.

## Electricidad y medio ambiente

### Responsabilidades ambientales
El Ministerio del Ambiente y Desarrollo Sostenible tiene las responsabilidades Ambientales en Colombia y lidera el compromiso del país por un desarrollo sostenible. Dentro del Ministerio, el Grupo de Mitigación de Cambio Climático trata todos los asuntos relacionados con el cambio climático.

### Emisiones de gases de efecto invernadero
Debido al elevado porcentaje de producciónl hidroeléctrica de Colombia, las emisiones de gases de invernadero son muy bajas por cápita (1.3 tCO2e) y por unidad de PIB (0.2 tCO2e).
OLADE (La Organización Latinoamericana de Energía) estimó que las emisiones de CO2 de la producción eléctrica en 2003 fueron de 6.5 millones de toneladas de CO2. Actualmente, el 30 por ciento de las emisiones de CO2 en Colombia provienen del sector energético, pero éstas podrían incrementarse si la generación térmica acapara una mayor parte de la matriz energética

### Proyectos de Mecanismo de Desarrollo Limpio en Electricidad
Actualmente (agosto de 2007), existen tres proyectos MDL registrados en el sector eléctrico de Colombia, con reducciones totales de emisiones estimadas en 107,465 tCO2e por año.
El proyecto Jepírachi, en la región de Uribia, constituye el primer y único parque eólico de Colombia. Se estima que este proyecto de 19.5 MW desplazará 430,000 tCO2 hasta 2019. El proyecto Jepírachi se encuentra actualmente en su cuarto año de operaciones, genera alrededor de 144 GWh y desplazó cerca de 48,500 tCO2e desde febrero de 2004 hasta agosto de 2006.
Los otros dos proyectos registrados son la Planta Hidroeléctrica Santa Ana, en el suburbio de Usaquén en Bogotá, con reducciones de emisiones estimadas en 20,642 tCO2e por año; y el Proyecto Hidroeléctrico de La Vuelta y La Herradura, en el Departamento de Antioquia, con reducciones de emisiones estimadas en 69,795 tCO2e por año.

## Asistencia externa

### Banco Interamericano de Desarrollo
El Banco Interamericano de Desarrollo tiene actualmente un proyecto energético en implementación en Colombia, la Planta de Energía Hidroeléctrica Porce III Archivado el 9 de abril de 2008 en Wayback Machine., propiedad de Empresas Públicas de Medellín (EEPPM) y aprobado en octubre de 2005. Este es un proyecto de US$900 millones de los cuales el BID contribuye con US$200 millones. 
Además, el BID apoya el proyecto de interconexión eléctrica Colombia-Panamá mediante una financiación de US$1.5 millones para la etapa de estudios de factiblidad.